# Авейру (окръг)
Авейру е един от 18-те окръга на Португалия. Площта му е 2801 квадратни километра, а населението – 697 339 души (по приблизителна оценка от декември 2019 г.). Разделен е допълнително на 19 общини, които са разделени на 208 енории.